# Centralny Instytut Socjalistycznego Zarządzania Gospodarką KC SED
Centralny Instytut Socjalistycznego Zarządzania Gospodarką KC SED (Zentralinstitut für sozialistische Wirtschaftsführung beim ZK der SED) – uczelnia badawczo-dydaktyczna KC SED w zakresie zarządzania gospodarką.
Został założony w listopadzie 1965 w Berlinie-Rahnsdorf. Instytut pełnił funkcję doradczą Komitetu Centralnego SED i Rady Ministrów NRD w przygotowaniu podstawowych decyzji dotyczących polityki gospodarczej. Koordynował podstawy nauczania i badań naukowych w dziedzinie socjalistycznego zarządzania gospodarką. Zgodnie z dyrektywami KC SED szkolił przedstawicieli centralnych kadr kierowniczych – ministrów, dyrektorów zjednoczeń, kombinatów i przedsiębiorstw, reprezentujących budownictwo, transport, handel wewnętrzny i zagraniczny na czterotygodniowych kursach podstawowych. Organizował też półroczne kursy dla młodszej kadry kierowniczej. Realizował trwające 2 do 10 dni seminaria informacyjne dla grup 40–60 menedżerów średniego szczebla. Seminaria te organizowano 6–8 razy rocznie, które stały się znane jako „Dyskusje Ransdorfskie” (Rahnsdorfer Gespräche). Uczestnictwo w tych szkoleniach było obowiązkowe. Ustanawiano własne priorytety badawcze. Instytut ściśle współpracował z innymi instytucjami SED i aparatu państwowego, zwłaszcza z Wyższą Szkołą Partyjną im. Karola Marksa KC SED (Parteihochschule „Karl Marx” beim ZK der SED) i Akademią Nauk Społecznych KC SED (Akademie für Gesellschaftswissenschaften beim ZK). W działalności szkoleniowej instytut współpracował z ministerstwami gospodarczymi i szkołami wyższymi. Instytut pełnił też rolę organu sterującego w zakresie nauk o przywództwie. Dyrektorem instytutu był Helmut Koziolek (1965–1989).

## Podział organizacyjny
- Zakład badań operacyjnych (Abteilung Operationsforschung)[1]
- Zakład elektronicznego przetwarzania danych (Abteilung Elektronische Datenverarbeitung)
- Zakład prawa gospodarczego (Abteilung Wirtschaftsrecht)
- Zakład prognozowania (Abteilung Prognostik)
- Zakład planowania (Abteilung Planung)

## Siedziba
Instytut mieścił się nad jez. Müggelsee, w budynku wybudowanym w 1952 dla szkoły ekonomicznej (Wirtschaftsschule) związku zawodowego IG Metallurgie w Berlinie-Rahnsdorf przy Fürstenwalder Damm 880.